# Espectro multifractal
El espectro de singularidad o espectro multifractal es una función usada en análisis multifractal para describir objetos que no tienen una dimensión fractal de Hausdorff bien definida. Matemáticamente es una función no nula sobre un intervalo abierto dentro del cual es diferenciable y cóncava. Intuitivamente los valores para los cuales la función no se anula representan posibles valores de la dimensión fractal de subconjuntos del objeto multifractal (es decir, si bien no existe un único exponente o dimensión fractal bien definido para todo el conjunto, sí existen subconjuntos para los cuales la dimensión fractal o el exponente de Hölder sí están bien definidos).
Más formalmente, dado un objeto multifractal definido por una medida de Borel {\displaystyle \mu }, el espectro multifractal es una función real {\displaystyle D_{\mu }(\alpha )} definida como:

{\displaystyle D_{\mu }(\alpha )=D_{H}\{x,\alpha _{\mu }(x)=\alpha \},\quad \alpha \in \mathbb {R} ^{+}}

donde {\displaystyle \alpha _{\mu }(x)} es la dimensión fractal local de la medida que describe el objeto multifractal y {\displaystyle D_{H}\{\cdot \}} es la dimensión de Hausdorff de un conjunto de puntos.
El concepto de espectro multifractal fue introducido por primera vez en 1986, en el trabajo pionero de Halsey et al.

## Definición formal
Si {\displaystyle X} es un espacio métrico se denota como {\displaystyle {\mathcal {P}}(X)} el conjunto de todas las medidas de probabilidad sobre {\displaystyle X}. Nótese aquí un objeto multifractal se va a representar como el conjunto del espacio {\displaystyle X} donde una medida de probabilidad {\displaystyle \mu \in {\mathcal {P}}(X)} no se anula, fuera del conjunto multrifractal la medida de probabilidad {\displaystyle \mu } se tomará como nula. En esas condiciones es cuando se puede definir rigurosamente el espectro multifractal asociado al objeto definido por la medida {\displaystyle \mu }. Dado un punto {\displaystyle x\in X} se definen los exponentes fractales locales superior e inferior mediante:

(1){\displaystyle {\overline {\alpha }}_{\mu }(x)=\limsup _{r\to 0}{\frac {\ln \mu (B_{r}(x))}{\ln r}},\qquad {\underline {\alpha }}_{\mu }(x)=\liminf _{r\to 0}{\frac {\ln \mu (B_{r}(x))}{\ln r}}}

(2){\displaystyle {\overline {X}}^{\alpha }=\{x\in {\text{supp}}\ \mu \subset X|{\overline {\alpha }}_{\mu }(x)\leq \alpha \},\qquad {\underline {X}}_{\alpha }=\{x\in {\text{supp}}\ \mu \subset X|\alpha \leq {\underline {\alpha }}_{\mu }(x)\}}

donde {\displaystyle {\text{supp}}\ \mu } es el soporte topológico de la medida {\displaystyle \mu }. En estas condiciones se puede pensar en la colección de conjuntos de la forma:

(3){\displaystyle X(\alpha )={\overline {X}}^{\alpha }\cap {\underline {X}}_{\alpha }=\{x\in {\text{supp}}\ \mu \subset X|\alpha _{\mu }(x)=\alpha \},\quad \alpha \geq 0}

como una descomposición multifractal del objeto multifractal caracterizado por la medida de probabilidad y, entonces, el problema fundamental es caracterizar la dimensión de dichos conjuntos para cada valor de {\displaystyle \alpha }. Usualmente se usa la dimensión de Hausdorff, aunque se pueden usar otras, en estos términos el espectro multifractal viene dado por la función:

(4){\displaystyle f_{\mu }(\alpha )=D_{\mu }(\alpha )=\dim X(\alpha )=\dim({\overline {X}}^{\alpha }\cap {\underline {X}}_{\alpha })}